# Uropterygius marmoratus
Uropterygius marmoratus es una especie de pez de la familia de los morénidas en el orden de los Anguilliformes.

## Morfología
Los machos pueden llegar a alcanzar los 62 cm de longitud total.

## Distribución geográfica
Se encuentra desde el África Oriental hasta las Hawái, las Islas Marquesas, las Tuamotu y Tonga.